# Lethe lyncus
Lethe lyncus är en fjärilsart som beskrevs av De Nicéville 1897. Lethe lyncus ingår i släktet Lethe och familjen praktfjärilar. Inga underarter finns listade i Catalogue of Life.